# Casto Plasencia

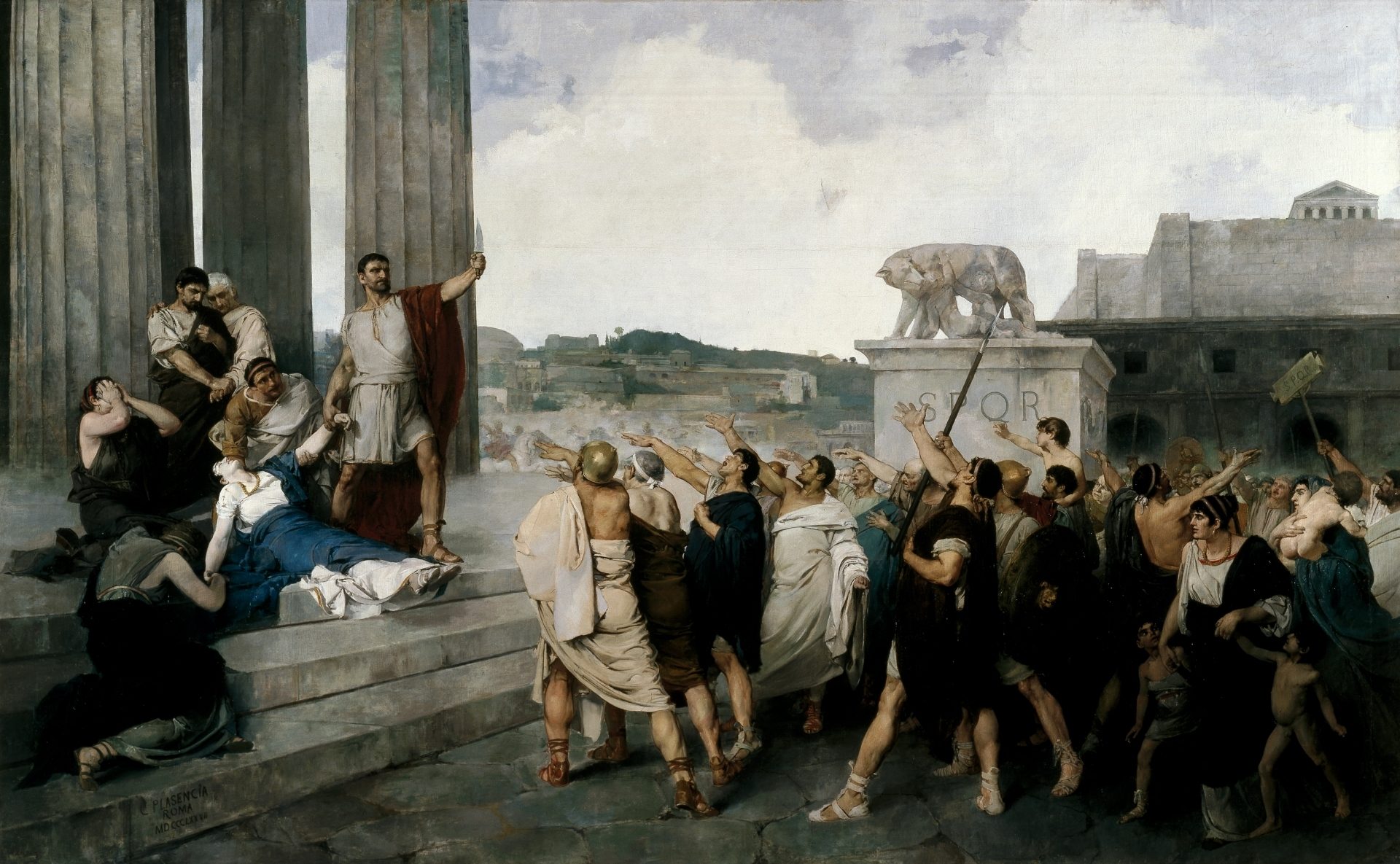
Origen de la República romana, 1877

Casto Plasencia y Maestro (ur. 17 lipca 1846 w Cañizar w Hiszpanii, zm. 18 maja 1890 w Madrycie – hiszpański malarz tworzący obrazy o tematyce rodzajowej, historycznej i religijnej oraz portrety i pejzaże.
Studiował na Królewskiej Akademii Sztuk Pięknych św. Ferdynanda w Madrycie. Otrzymał stypendium na studia w Rzymie, gdzie doskonalił malarstwo historyczne. W Rzymie namalował swój najbardziej znany obraz Origen de la República romana, za który otrzymał I medal na Krajowej Wystawie Sztuk Pięknych w 1878, oraz trzeci medal na wystawie światowej w Paryżu w tym samym roku i Krzyż Wielki Legii Honorowej. Po powrocie do Hiszpanii zamieszkał w Madrycie.
Był portrecistą pary królewskiej Alfonsa XII Burbona i Marii de las Mercedes Orleańskiej. Wyróżniał się w malarstwie religijnym (m.in. Muerte de san Francisco) oraz dekoracyjnym. Wykonał liczne freski dla kopuły królewskiej bazyliki San Francisco el Grande w Madrycie.
W 1880 był jednym z założycieli Círculo de Bellas Artes de Madrid oraz jego dyrektorem.
Latem 1884 odwiedził malarza Tomása Garcíę Sampedro w Muros del Nalón i zachwycił się krajobrazem Asturii. Od tamtej pory często powracał do Muros del Nalón i malował pejzaże w plenerze.
Jego uczniami byli m.in. Tomás García Sampedro, Asterio Mañanós Martínez, Fernando Cabrera Cantó, Enrique Salazar y Zubía, Heliodoro Guillén Pedimonte, José Garnelo y Alda i Maximino Peña Muñoz.

## Dzieła (wybór)
- San Esteban de Pravia, 1885
- La joven del pañuelo rojo, 1889
- Origen de la República romana, 1877
- Muerte de san Francisco